# 북아현동
북아현동(北阿峴洞)은 서울특별시 서대문구의 행정동, 법정동이다.

## 유래
일제시대 북아현정으로 불리다가 1946년 북아현동으로 바뀌었다. 1964년 대현 토지구획정리사업이 완료되어 마포구 아현동과 신촌로 이북지역 대부분이 북아현동에 편입되었다. 1955년에 1·2·3동으로 나뉘었다가 2008년 5월 6일 북아현1·2동이 통합되어 오늘에 이르고 있다.

## 역사
조선시대에는 한성부 서부 반송방 아현계(阿峴契)·차자리계(車子里契)·권정승계(權政丞契)였다. 1914년 경기도 고양군 연희면(延禧面) 아현북리(阿峴北里)로 되었고, 1936년 경성부 북아현정(北阿峴町)으로 바뀌었다. 1943년 6월 1일 서대문구로 편입되었다.
1964년 대현지구 토지구획정리사업이 완료되어, 마포구 아현동의 신촌로 이북 지역이 편입되었다.

## 연혁
| 2008.5.6  | 북아현1동과 북아현2동이 통합하여 북아현동으로 명칭변경(조례 제765호) |
| 2006.3.29 | 북아현1동주민센터 신축                                               |
| 1999.7.30 | 북아현1동 주민자치센터                                               |
| 1955.4.18 | 북아현 1,2,3동으로 분리 시행                                         |
| 1946.10.1 | 북아현정에서 북아현동으로 개칭                                       |
| 1941.3.1  | 경성부에서 경기도 고양군 연희면 아현북리로                           |
| 1936.4.1  | 경성부에서 편입되어 북아현정                                         |

## 교육
- 서울북성초등학교
- 추계초등학교
- 한성고등학교
- 중앙여자고등학교
- 추계예술대학교

## 명소
- 아현가구거리
- 아현웨딩거리

## 같이 보기
- 대한민국의 행정 구역